# Hemisfério Cerberus

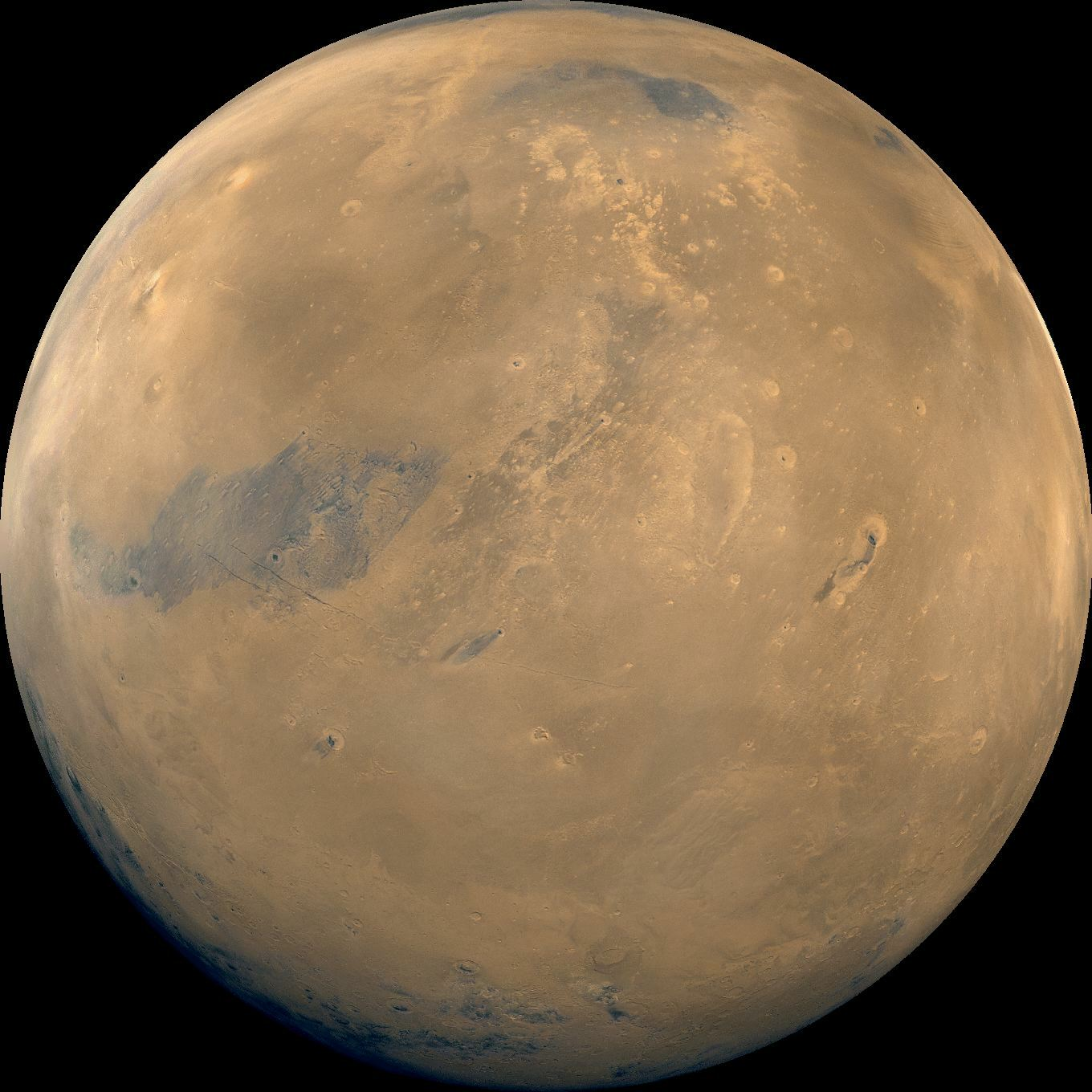
Mosaico do Hemisfério Cerberus em Marte

O Hemisfério Cerberus é parte da geografia de Marte e corresponde a uma área que se estende pelas latitudes: 20º S a 55° N e longitudes: 150° a 230°.
Acidentes proeminentes do Hemisfério Cerberus incluem:
- Amazonis Planitia
- Cerberus
- Mangala Valles
- Utopia Planitia.